# Giuseppe Savoldi
Giuseppe Savoldi (ur. 21 stycznia 1947 w Gorlago) – włoski piłkarz, reprezentant kraju, grający na pozycji napastnika.

## Kariera piłkarska
Przygodę z futbolem Savoldi rozpoczął w 1965 w klubie Atalanta BC. Po trzech latach przeniósł się do Bologny. Wraz z zespołem dwukrotnie sięgnął po Puchar Włoch w sezonach 1969/70 i 1973/74. W 1973 został wspólnie z Paolo Pulicim i Giannim Riverą królem strzelców Serie A z dorobkiem 17 bramek. Łącznie dla Bologny w 201 meczach strzelił 85 bramek.
W 1975 został zawodnikiem SSC Napoli. Jako piłkarz Azzurri zdobył Puchar Włoch w sezonie 1975/76 oraz dotarł do finału tych rozgrywek w sezonie 1977/78. Dla Napoli przez 4 sezony wystąpił w 118 spotkaniach, w których strzelił 55 bramek. 
W 1979 powrócił do Bologny. Skazany w aferze Totonero 80 na 3,5 lata dyskwalifikacji, ostatecznie odbył 2 lata kary (1980–1982). Sezon 1982/83 spędził w Atalancie, w której w 1983 zakończył karierę piłkarską.
| Sezon   | Klub       | Kraj   | Rozgrywki | Mecze | Bramki |
| ------- | ---------- | ------ | --------- | ----- | ------ |
| 1965/66 | Atalanta   | Włochy | Serie A   | 4     | 0      |
| 1966/67 | Atalanta   | Włochy | Serie A   | 26    | 5      |
| 1967/68 | Atalanta   | Włochy | Serie A   | 27    | 12     |
| 1968/69 | Bologna    | Włochy | Serie A   | 25    | 9      |
| 1969/70 | Bologna    | Włochy | Serie A   | 30    | 6      |
| 1970/71 | Bologna    | Włochy | Serie A   | 28    | 15     |
| 1971/72 | Bologna    | Włochy | Serie A   | 30    | 11     |
| 1972/73 | Bologna    | Włochy | Serie A   | 30    | 17     |
| 1973/74 | Bologna    | Włochy | Serie A   | 30    | 12     |
| 1974/75 | Bologna    | Włochy | Serie A   | 28    | 15     |
| 1975/76 | SSC Napoli | Włochy | Serie A   | 28    | 14     |
| 1976/77 | SSC Napoli | Włochy | Serie A   | 30    | 16     |
| 1977/78 | SSC Napoli | Włochy | Serie A   | 30    | 16     |
| 1978/79 | SSC Napoli | Włochy | Serie A   | 30    | 9      |
| 1979/80 | Bologna    | Włochy | Serie A   | 29    | 11     |
| 1980/81 | Bologna    | Włochy | Serie A   | 0     | 0      |
| 1981/82 | Bologna    | Włochy | Serie A   | 0     | 0      |
| 1982/83 | Atalanta   | Włochy | Serie B   | 16    | 1      |

## Kariera reprezentacyjna
Savoldi debiut w reprezentacji Włoch zaliczył 8 czerwca 1975 przeciwko Związkowi Radzieckiemu. Mecz ten zakończył się porażką Włochów 0:1. 
Dwa kolejne spotkania zagrał w ramach eliminacji do Euro 1976. Pierwsze z nich odbyło się 27 września 1975 przeciwko Finlandii. Zakończyło się ono remisem 0:0. Drugie z nich odbyło się 22 listopada 1975 przeciwko Holandii. Zakończyło się ono wynikiem 1:0 dla Włochów. 
Ostatnie spotkanie w reprezentacji zagrał 30 grudnia 1975 przeciwko Grekom. Spotkanie to zakończyło się wynikiem 3:2 dla Włochów, a Savoldi strzelił bramkę dla reprezentacji. Łącznie wystąpił w 4 spotkaniach i strzelił 1 bramkę.
| Mecze i gole w reprezentacji | Mecze i gole w reprezentacji | Mecze i gole w reprezentacji | Mecze i gole w reprezentacji | Mecze i gole w reprezentacji | Mecze i gole w reprezentacji | Mecze i gole w reprezentacji |
| #                            | Data                         | Miasto                       | Przeciwnik                   | Gol                          | Wynik                        | Rozgrywki                    |
| ---------------------------- | ---------------------------- | ---------------------------- | ---------------------------- | ---------------------------- | ---------------------------- | ---------------------------- |
| 1.                           | 08.06.1975                   | Moskwa                       | ZSRR                         |                              | 0:1                          | towarzyski                   |
| 2.                           | 27.09.1975                   | Rzym                         | Finlandia                    |                              | 0:0                          | El. ME 1976                  |
| 3.                           | 22.11.1975                   | Rzym                         | Holandia                     |                              | 1:0                          | El. ME 1976                  |
| 1.                           | 30.12.1975                   | Florencja                    | Grecja                       | Gol                          | 3:2                          | towarzyski                   |

## Kariera trenerska
Po zakończeniu kariery piłkarskiej, Savoldi poświęcił się pracy trenera. W 1988 podjął się pracy w Telgate. Rok później pracował już w Carrarese. Kolejne drużyny, w których pracował, balansowały między Serie C a Serie D.
Savoldi trenował m.in. Spezię (1991–1992), Lecco (1992–1993), Massese (1993–1994), Saronno (1994–1996), Sienę (1997) oraz Leffe (1998). 

## Sukcesy
Bologna FC
- Puchar Włoch (2): 1969/70, 1973/74
- Król strzelców Serie A (1): 1972/73 (17 bramek) (wspólnie z Paolo Pulicim i Giannim Riverą)

SSC Napoli
- Puchar Włoch (1): 1975/76
- Finał Pucharu Włoch (1): 1977/78